# فرودگاه شهری شل‌بای‌ویل (ایندیانا)
فرودگاه شهری شل‌بای‌ویل (ایندیانا) (به انگلیسی: Shelbyville Municipal Airport (Indiana)) یک فرودگاه همگانی بهره‌برداری هوایی است که یک باند فرود آسفالت دارد و طول باند آن ۱۵۲۴ متر است. این فرودگاه در کشور ایالات متحده آمریکا قرار دارد و در ارتفاع ۲۴۵ متری از سطح دریا واقع شده است.